# .cz
.cz — в Інтернеті, національний домен верхнього рівня (ccTLD) для Чехії.

## Домени 2-го та 3-го рівнів
У цьому національному домені нараховується близько 1,230,600,000 вебсторінок (станом на лютий 2016 року).
У наш час використовуються та приймають реєстрації доменів 3-го рівня такі доменні суфікси (відповідно, існують такі домени 2-го рівня):
| Суфікс  | Регламентовані користувачі                                            |
| .asn.cz | Асоціації та неприбуткові організації                                 |
| .co.cz  | Комерційні установи, корпорації                                       |
| .com.cz | Комерційні установи, корпорації                                       |
| .edu.cz | Наукові та дослідницькі установи, коледжі, університети або інститути |
| .fam.cz | Родини, приватні особи                                                |
| .gov.cz | Державні та урядові установи                                          |
| .in.cz  | Родини, приватні особи                                                |
| .it.cz  | Міжнародні організації                                                |
| .net.cz | Провайдери, організації, пов'язані з мережами                         |
| .og.cz  | Неприбуткові, неурядові організації                                   |
| .or.cz  | Неприбуткові, неурядові організації                                   |
| .pb.cz  | Видавництва                                                           |